# Dishnā
Dishnā är en ort i Egypten.   Den ligger i guvernementet Qena, i den centrala delen av landet, 500 km söder om huvudstaden Kairo. Dishnā ligger 75 meter över havet och antalet invånare är 54 197.
Terrängen runt Dishnā är huvudsakligen platt, men åt nordväst är den kuperad.  Trakten runt Dishnā är nära nog obefolkad, med mindre än två invånare per kvadratkilometer. Det finns inga andra samhällen i närheten. Trakten runt Dishnā är ofruktbar med lite eller ingen växtlighet.